# Kościół św. Jakuba w Lublanie

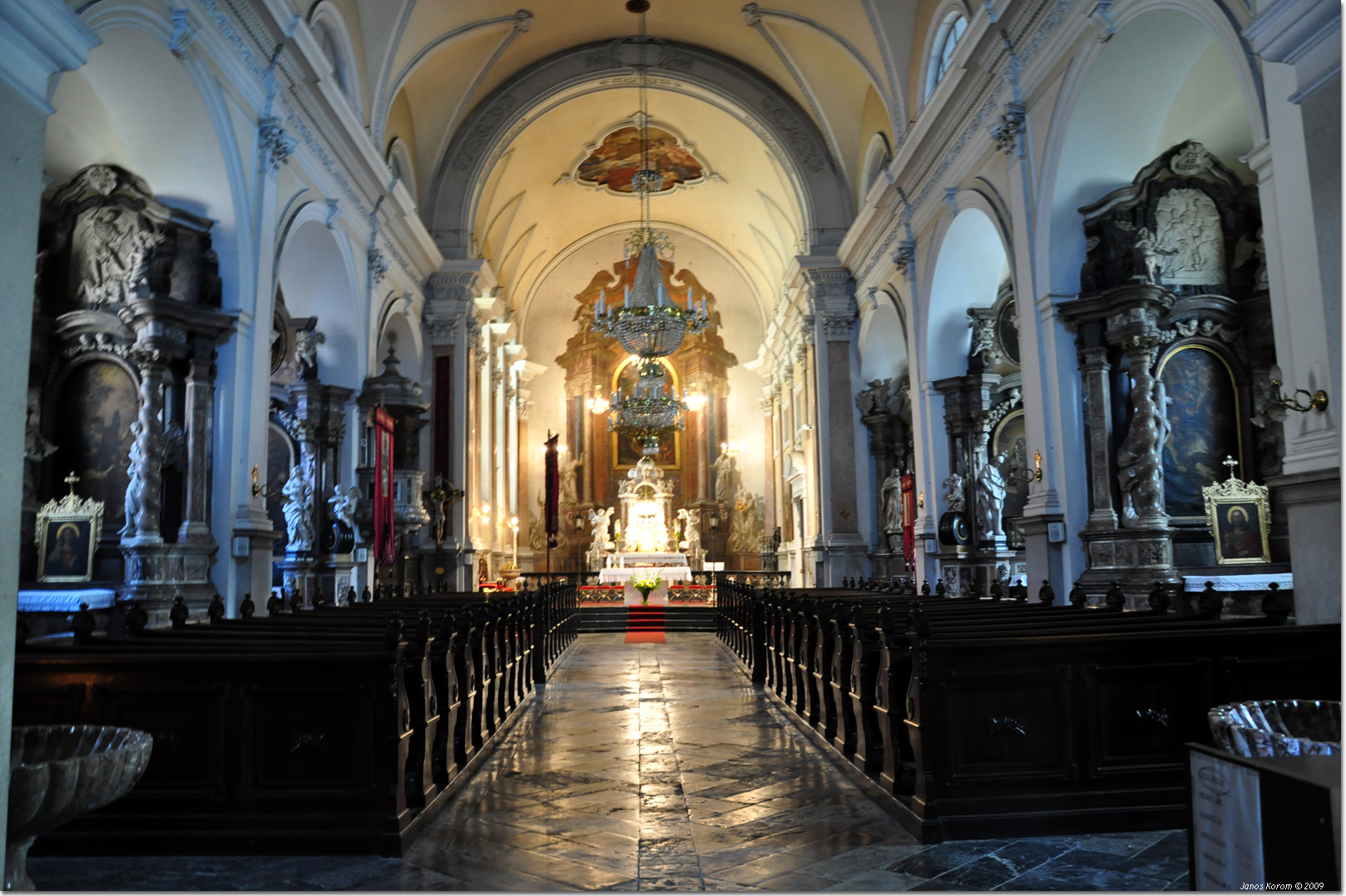
Wnętrze kościoła

Kościół św. Jakuba w Lublanie (słoweń. Župnijska cerkev sv. Jakoba v Ljubljani) – rzymskokatolicki kościół parafialny znajdujący się w Lublanie.

## Historia
Wzmiankowany w 1383, w XV wieku należał do zakonu augustianów. W 1597, dzięki staraniom dziekana katedry Tomaža Hrena, z Grazu do Lublany przybyli jezuici. W latach 1598–1602 wybudowano dla nich budynek klasztorny, a kilkanaście lat później (1613–1615) nowy kościół zakonny, na miejscu dawnej świątyni augustianów. Między 1667 a 1670 do nawy, od strony północnej, dobudowano ośmioboczną kaplicę.
Kolejne prace wykonano w 1701. Pod kierunkiem budowniczego Francesco Ferraty podwyższono nawę i wybudowano empory. Wtedy też wykonano główny portal. Przeprowadzono również prace we wnętrzu – sklepienia zostały ozdobione malowidłami Janeza Jurija i Franca Karela Remba oraz sztukateriami, wykonanymi przez Tommasa Ferratę. Zarówno polichromia, jak i sztukaterie zostały zniszczone w wyniku pożaru w 1774.
W 1895 trzęsienie ziemi zniszczyło dzwonnicę. W jej miejsce wybudowano nową, neogotycką, według projektu Raimunda Jeblingera.

## Architektura i wyposażenie
Budynek jest pierwszym przykładem barokowego kościoła jednonawowego z kaplicami (w typie rzymskiego kościoła Il Gesu) zbudowanego w Słowenii. Pozostałością wcześniejszego gotyckiego obiektu jest długie, trójbocznie zamknięte prezbiterium z zewnętrznymi przyporami. Od strony północnej dobudowano ośmioboczną kaplicę św. Franciszka Ksawerego, z wnętrzem bogato zdobionym sztukateriami, pochodzącymi z lat 70. XVII wieku, wykonanymi przez artystów włoskich. Na ścianach znajdują się obrazy przedstawiające sceny z życia św. Franciszka.  
Kościół posiada bogate wyposażenie ołtarzowe, wykonane przez rzeźbiarzy weneckich, którzy pracowali w Słowenii w okresie baroku, w tym: 
- ołtarz główny w typie tabernakulum z adorującymi aniołami, wykonany przez Francesca Robbę w 1732; iluzjonistyczną polichromię za ołtarzem wykonał Franciszek Jelovška, zaś obecną –Janez Wolf w 1869[2]. Na jej tle umieszczono olejny obraz z 1720 przedstawiający św. Jakuba, pędzla wiedeńskiego malarza Johanna Gottfrieda Auerbacha[1],
- ołtarze Świętego Krzyża i (jako pendant) Matki Bożej Bolesnej wykonane z czarnego marmuru na początku XVIII wieku, Pietà w ołtarzu MB Bolesnej z XIX wieku, obrazy do obydwóch ołtarzy namalował Josef Plank w 1860[2],
- płaskorzeźba ołtarzowa przedstawiająca zmarłego Chrystusa z 1701, prawdopodobnie autorstwa Matija Hendrichsa[1],
- ołtarz św. Franciszka z 1709[1], rzeźby i tabernakulum z 1720–1721 wykonane przez Jacopoa Contieriego z Padwy[2],
- ołtarz św. Ignacego z 1714 z obrazem Johanna Veita Haucka z 1732[1] oraz z rzeźbami wykonanymi przez Angela de Putti[2],
- ołtarz św. Józefa z 1716 z obrazem Franza Karla Remba[1] oraz rzeźbami autorstwa Angela de Putti[2],
- ołtarz Wniebowzięcia NMP z ok. 1720, z rzeźbami przedstawiającymi św. Annę i św. Joachima autorstwa Contieriego, grupę Koronacji Maryi w zwieńczeniu wyrzeźbił Francesco Robba[2],
- ołtarz Aniołów Stróżów z 1723 autorstwa Francesca Robby[1],
- ołtarz św. Anny z 1724 autorstwa Wenecjanina Bartolomea Liberiego, z rzeźbami Francesca Robby[1][2],
- ołtarz św. Jana Nepomucena z 1738, z rzeźbami autorstwa Francesca Robby i Franca Rotmana[1][2].

Wśród pozostałego wyposażenia znajdują się obrazy drogi krzyżowej z 1849, pędzla Pavla Kühnla oraz ambona wykonana w latach 1864–1867 przez kamieniarza Ignaca Tomana. Sklepienia nawy i prezbiterium ozdobione są malowidłami przedstawiającymi sceny z życia św. Jakuba. Polichromie wykonał w 1886 Jurij Šubic. 

## Kolumna maryjna
W otoczeniu kościoła, po jego południowej stronie stoi kolumna z figurą Matki Bożej Niepokalanie Poczętej, wykonana przez salzburskiego rzeźbiarza Wolfa Weissenkirchera w latach 1681–1682. Została wzniesionadla uczczenia zwycięstwa nad Turkami w bitwie pod Szentgotthárd. Przerobiona w 1938 przez Jože Plečnika. 